# طابق ميكانيك

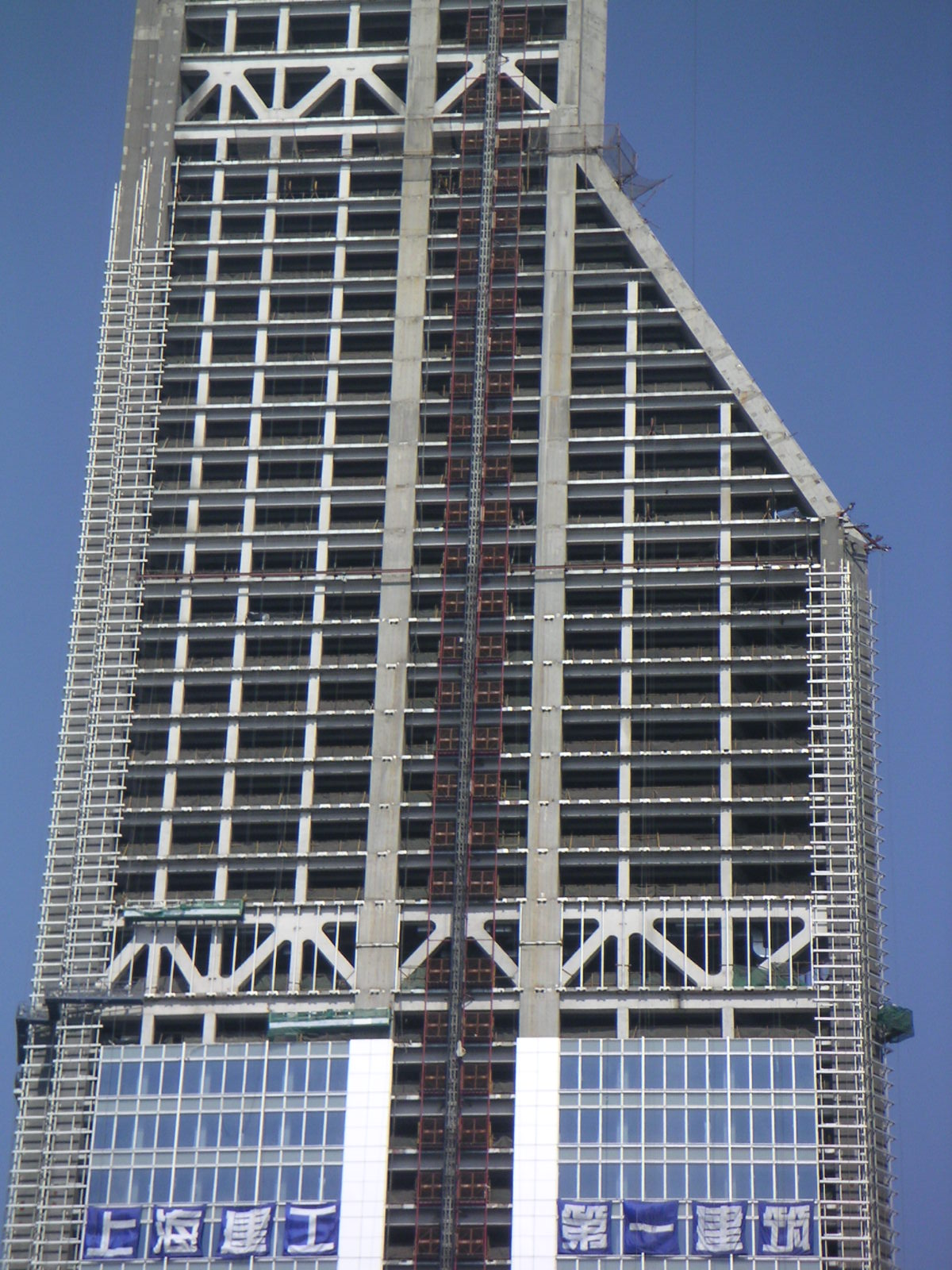

طابق ميكانيك (بالإنجليزية: Mechanical floor)‏ أو مستوى ميكانيك، أو طابق ميكانيك فوق السطح، هو أحد الطوابق الموجودة في مباني الأبراج العالية، وهو مُخصص للمُعدات الميكانيكية والإلكترونية الضرورية للمبنى ويُراعي تصميمه النواحي الإنشائية و‌الميكانيكية و‌الجمالية للمباني، يوجد هذا الطابق في جميع المبني العالية بما فيها أطول نطاحات السحاب في العالم، عادة يتم استعمال لفظة ميكانيك للإشارة إلى هذا الطابق، لكن يتم استعمال كلمات أخرى أحيانا مثل طابق الخدمات Services، الطابق الفنّي Technical، أو المعمل Plant.
في المباني العالية، يوجد مجموعة من الأسباب التي تستدعي وجود طابق مُخصص للميكانيك بشكل كامل، وذلك عوضاً عن غرف الميكانيك الموجودة في معظم المباني (غالبا ما تكون في طابق التسوية) لكن سيتم مناقشتها لاحقا. بالنسبة لعدد هذه الطوابق في المبنى، فإنه يتحدد بمجموعة من الحسابات، بداية يسعى المهندسين بكل جهدهم لتقليل عدد الطوابق ما أمكن، وذلك لأنها تأخذ حيزاً مهماٌ من المبنى (طابق كامل)، ويتم تعويض النقص في عدد الطوابق بوجود مُعدّات وخدمات أكثر ضمن الطابق الواحد بحيث تكفي لخدمة المبنى بشكل كامل، أما عن عددها في المبنى، وكقاعدة (مبنية على التجربة) فإنه يلزمنا طابق ميكانيك لكل 10 طوابق مسكونة ضمن أي ناطحة سحاب، أي أن عددها تقريبا يمثّل 10% من عدد طوابق المبنى، علماً أن النسبة يمكن أن تتفاوت أحيانا بشكل كبير من مبنى لآخر، أما عن موقع هذه الطوابق ضمن المبنى، فإنه يمكن لها أن تكون متتابعة فوق بعضها بعضاً في جزء محدد من المبنى، وهذا يجعل المبنى يبدو أحيانا كأنه مقسّم إلى وحدات، ويمكن كذلك أن تتوزع ضمن المبنى بشكل متساوي، مثلا كل 10 طوابق يتبعها طابق ميكانيك، وأخيرا كما يوجد في بعض المباني فإنه يمكن أن تكون مجمعة معاٌ في أعلى المبنى.
بحسب بعض كودات البناء فإنه يلزم أن يكون لطوابق الميكانيك أرقام محددة ضمن المبنى، حالها حال أي طابق آخر، وبشكلٍ عام يتم عدّها بحسب أسلوب الترقيم المتّبع في المبنى لكن غالبا ما يتم الوصول إليها فقط من خلال مصاعد الخدمات، من ناحية أخرى، وكما في بعض المباني، فإنه يتم تصميم المبنى بحيث يكون الطابق رقم 13 هو طابق الميكانيك وذلك بسبب الخرافات الكثيرة التي تتعلق بهذا الرقم والتي يمكن أن تدفع العملاء إلى تجنب إستملاك أو إستئجار هكذا طابق، أخيرا، في بعض القوانين والتشريعات يتم إستثناء طوابق الميكانيك من حسابات مساحة الطابق القصوى، وهذا أدى إلى زيادة ملحوظة في حجم المباني بشكل كبير، مثال ذلك مباني مدينة نيويوك.